# PGC 10867
PGC 10867 ist eine Linsenförmige Galaxie vom Hubble-Typ S0/a im Sternbild Walfisch am Südsternhimmel. Sie ist rund 399 Millionen Lichtjahre von der Milchstraße entfernt und hat einen Durchmesser von etwa 115.000 Lichtjahren. 

In alten Datenbanken wird diese Galaxie fälschlich mit NGC 1105 gleichgesetzt.
Entdeckt wurde das Objekt von Herbert Howe.